# Carl Henrik Bergenstråhle
Carl Henrik Bergenstråhle, född 8 september 1711, död 18 juli 1790 i Kristbergs församling, Östergötlands län, var en svensk brukspatron.

## Biografi
Carl Henrik Bergenstråhle föddes 1711. Han var son till brukspatronen Gabriel Bergenstråhle. Bergenstråhle blev 15 juni 1728 student vid lunds universitet och i augusti 1731 akademi testimonium. Han blev 4 oktober 1732 auskultant i Bergskollegium och var brukspatron på Karlströms bruk i Kristbergs socken. Bergenstråhle avled 1790 på Karlsby i Kristbergs socken.
1738 på Nordsjö bruk i Kristbergs socken. Han var son till brukspatronen Nils Bergenstråhle Maria Elisabet De Geer. Bergenstråhle blev brukspatron på Nordsjö bruk och Karlströms bruk i Kristbergs socken. Han avled 1793 vid Söderköpings brunn.

### Familj
Bergenstråhle gifte sig 18 juli 1738 på Blommedal i Västra Ny socken med Sara Lovisa de Besche (1713–1739), dotter till brukspatronen Georg de Besche på Forsmarks bruk och Anna Catharina Boor. De fick tillsammans dottern Christina Catharina Bergenstråhle (1739–1756).